# 라이언 셰클러
라이언 셰클러(Ryan Sheckler, 1989년 12월 30일 ~ )는 미국의 스케이트보더, 배우이다. 리얼리티 프로그램 《라이프 오브 라이언》에 등장한다.

## 출연 작품
- 미스터 이빨요정 (2010)
- 스트리트 드림스 (2009)
- 스파이 스쿨 (2008)
- 디쉬독즈 (2005)
- 그라인드 (2003)
- 재키는 MVP 2 (2001)

## 같이 보기
- 스케이트보드